# ایستگاه موساشی-کوسوگی
ایستگاه موساشی-کوسوگی (به ژاپنی: 武蔵小杉駅 Musashi-Kosugi-eki) یک ایستگاه راه‌آهن واقع در ناکاهارا-کو، کاواساکی در کاواساکی، کاناگاوا است که توسط شرکت راه‌آهن شرق ژاپن اداره می‌شود.